# HQ Водолея
HQ Водолея (лат. HQ Aquarii) — одиночная переменная звезда в созвездии Водолея на расстоянии (вычисленном из значения параллакса) приблизительно 9675 световых лет (около 2966 парсеков) от Солнца. Видимая звёздная величина звезды — от +13,6m до +12,3m.

## Характеристики
HQ Водолея — жёлто-белая пульсирующая переменная звезда типа RR Лиры (RRAB) спектрального класса F. Эффективная температура — около 6973 К.